# Чистое (Курская область)
Чи́стое — упразднённый посёлок, существовавший на территории Железногорского района Курской области. Входил в состав Трояновского сельсовета.

## География
Располагался у границы с Дмитровским районом Орловской области. Высота над уровнем моря — 228 м. К северу и западу от территории бывшего посёлка находится обширное лесное урочище Сухая Хотынь, к востоку — урочище Моголь—Верховье Буковица. К югу-западу от бывшего посёлка находится урочище Доброводское, к юго-востоку — урочище Средний Курганчик. К югу от бывшего посёлка находится птицефабрика «Красная Поляна».

## История
Основан в начале XX века переселенцами из деревни Погарище. В 1926 году в посёлке был 21 двор, проживало 126 человек (60 мужчин и 66 женщин), действовала школа 1-й ступени. В то время Чистое входило в состав Трубиченского сельсовета Долбенкинской волости Дмитровского уезда Орловской губернии. Позднее передан в Трояновский сельсовет. С 1928 года в составе Михайловского (ныне Железногорского) района.
В начале 1930-х годов в посёлке был создан колхоз «Ленинский Путь». В 1937 году в Чистом было 25 дворов, действовала школа. К началу войны председателем «Ленинского Пути» был И. Е. Зайцев. Во время Великой Отечественной войны, с октября 1941 года по февраль 1943 года, посёлок находился в зоне немецко-фашистской оккупации (территория Локотского самоуправления). В этот период от рук захватчиков и их пособников погибла часть жителей Чистого. В соседнем с посёлком лесном урочище Сухая Хотынь в то время находились базы партизанских отрядов.
После освобождения, в 1944 году, возобновила работу Чистовская школа. В августе 1950 год чистовский колхоз «Ленинский Путь» был присоединён к колхозу «Свобода» (центр в с. Трояново).
На карте 1980-х годов посёлок обозначен как нежилой. Упразднён до 1993 года.

## Фамилии
В Чистом были распространены следующие фамилии: Власовы, Ермаковы, Зайцевы, Здоровы, Малаховы, Меркушенковы, Сидоровы, Фроловы, Цукановы.